# 29. Jahrhundert v. Chr.
Portal Geschichte | Portal Biografien | Aktuelle Ereignisse | Jahreskalender | Tagesartikel

◄ |
4. Jt. v. Chr. |
3. Jahrtausend v. Chr. | 2. Jt. v. Chr.  ►

◄ |
31. Jh. v. Chr. |
30. Jh. v. Chr. |
29. Jahrhundert v. Chr. |
28. Jh. v. Chr. |
27. Jh. v. Chr. |
►
Das 29. Jahrhundert v. Chr. begann am 1. Januar 2900 v. Chr. und endete am 31. Dezember 2801 v. Chr. Dies entspricht dem Zeitraum 4850 bis 4751 vor heute oder dem Intervall 4273 bis 4171 Radiokohlenstoffjahre.

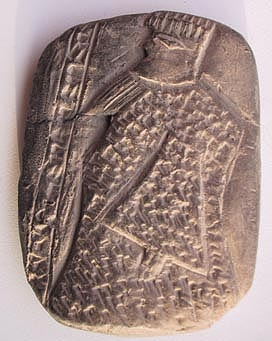
Tontafel mit Keilschrift (Vorderseite)

## Zeitalter/Epoche
- Subboreal (3710 bis 450 v. Chr.).
- Spätneolithikum in Mitteleuropa (3500 bis 2800 v. Chr.) und Nordisches Mittelneolithikum in Nordeuropa (3300 bis 2350 v. Chr.).
- Beginn der 2. Dynastie in Ägypten.

## Zeitrechnung
- In Ägypten wird um 2874 v. Chr. der Ägyptische Kalender eingeführt mit 12 Monaten von 30 Tagen und 5 Epagomenen (zusätzlichen Tagen).

## Ereignisse/Entwicklungen
- Ungefähre Datierung für die zweite – nur schwach belegte – Nutzungsphase bzw. Ausbauphase von Stonehenge.
- Ab 2900 v. Chr.:
  - Einsetzen der Frühdynastischen Zeit in Sumer.
  - Aufblühen der Stadt Mari mit einem Durchmesser von 1,9 Kilometer.
  - Die Piktogramme der sumerischen Keilschrift entwickeln sich langsam zu Phonogrammen.
  - Erste schnurkeramische Gräber in Kleinpolen.
- 2880 v. Chr.: Geschätztes Keimungsdatum von Prometheus, einer Langlebigen Kiefer am Wheeler Peak in Nevada.
- 2879 v. Chr.: Beginn der Hồng-Bàng-Dynastie (2879 bis 258 v. Chr.) in Vietnam.
- 2832 v. Chr.: Geschätztes Keimungsdatum der Langlebigen Kiefer Methuselah, einer der ältesten lebenden Pflanzen.
- 2807 v. Chr.: Möglicher Meteoriteneinschlag zwischen Afrika und der Antarktis. Eventueller Verursacher des Burckle Crater und des Fenambosy Chevron.
- Gegen 2800 v. Chr.: Kultureller Umbruch in Mitteleuropa, Verschwinden mehrerer regionaler Kulturen. Die bis dahin üblichen Kollektivbestattungen in Megalithgräbern werden durch Einzelbestattungen ersetzt.

## Persönlichkeiten

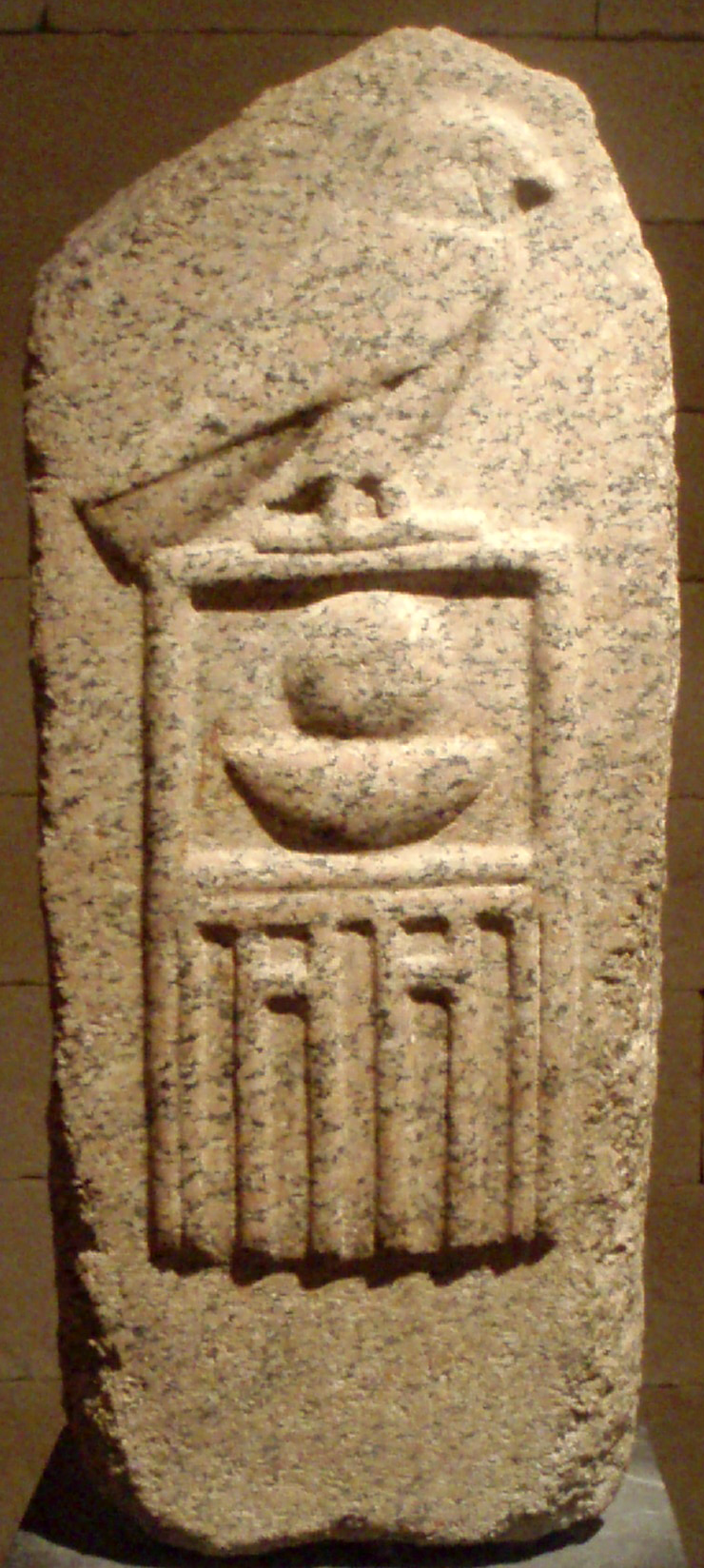
Stele des Pharaos Nebre

Hinweis: Die Regierungsjahre lassen sich in diesem Jahrhundert noch nicht genau bestimmen. Von daher handelt es sich um ungefähre Schätzungen.

### Pharaonen von Ägypten
Frühdynastische Zeit:
1. Dynastie:
- Semerchet (um 2890 bis 2870 v. Chr.)
- Qaa (um 2870 bis 2850 v. Chr.)

Thronwirren mit mehreren unsicheren Herrschern:
- Sneferka (um 2850 v. Chr.)
- Vogel (um 2850 v. Chr.)
- Sechet, möglicherweise auch zur 2. Dynastie gehörig

2. Dynastie:
- Hetepsechemui (um 2840 bis 2830 v. Chr./Begründer der 2. Dynastie)
- Nebre (um 2830 bis 2810 v. Chr.)
- Ninetjer (um 2810 bis 2790 v. Chr.)

## Archäologische Kulturen

### Kulturen in Nordafrika
- Frühdynastische Zeit in Ägypten:

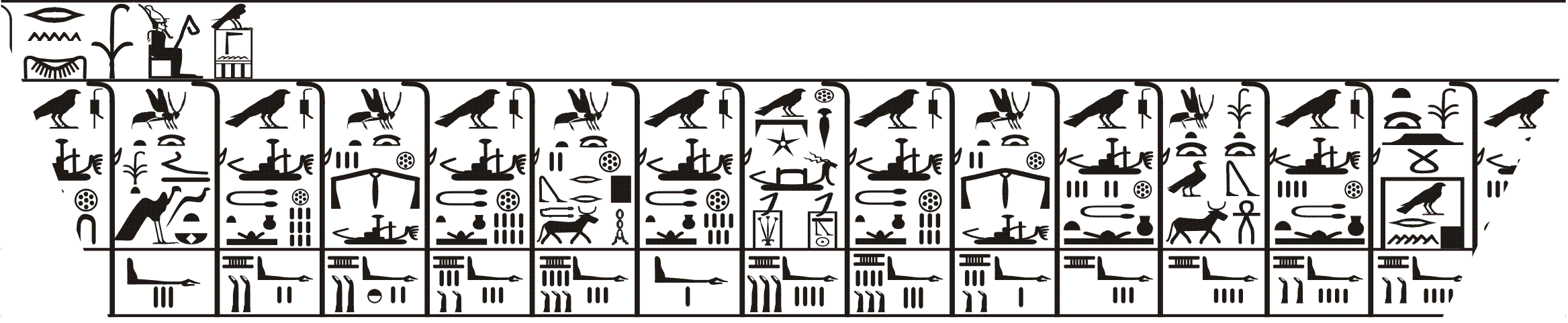
Jahreseinträge zur Herrschaft des Pharaos Ninetjer auf dem Palermostein

  - 1. Dynastie (3080 bis 2890 v. Chr.)
  - 2. Dynastie (2890 bis 2740 v. Chr.)
- In Nubien besteht ab 3200 v. Chr. eine organisierte Gesellschaft, die jedoch bis 2600 v. Chr. ein Vasall Oberägyptens bleibt
- Tenerium (5200 bis 2500 v. Chr.) in der Ténéré-Wüste mit Fundstätte Gobero

### Kulturen in Mesopotamien und im Nahen Osten
- Frühdynastische Zeit in Mesopotamien (Sumer) – Frühdynastisch I (2900–2750 v. Chr.)

- Irak:
  - Uruk – Uruk 3
  - Ninive – Ninive 5
  - Nippur – Nippur XIV-XII
  - Tappa Gaura – Gaura 8

- Iran:
  - Dschiroft-Kultur (4000 bis 1000 v. Chr.)
  - Schahr-e Suchte I (3200 bis 2800 v. Chr.) wird aufgegeben
  - Proto-Elamiter (3200 bis 2700 v. Chr.)
    - Tappe Sialk IV (3500 bis 3000/2900 v. Chr.)
    - Tepe Yahya IV B (3000 bis 2500 v. Chr.), protoelamisch
    - Susa IV (2900 bis v. Chr.)

- Syrien:
  - Tell Brak (6000 bis 1360 v. Chr.)
  - Tell Chuera (5000 bis 1200 v. Chr.)
  - Tell Hamoukar (4500 bis 2000 v. Chr.)
  - Erstes Königreich in Ebla (Phase Mardikh IIa – 3000 bis 2400 v. Chr.).

- Türkei:
  - Amuq – Amuq G
  - Malatya (ab 3500 v. Chr.) – Malatya 6B
  - Mersin – Mersin 12
  - Troja I – (3000 bis 2600 v. Chr.)

- Bahrain:
  - Dilmun-Kultur (3000 bis 600 v. Chr.)

### Kulturen in Ostasien
- China:

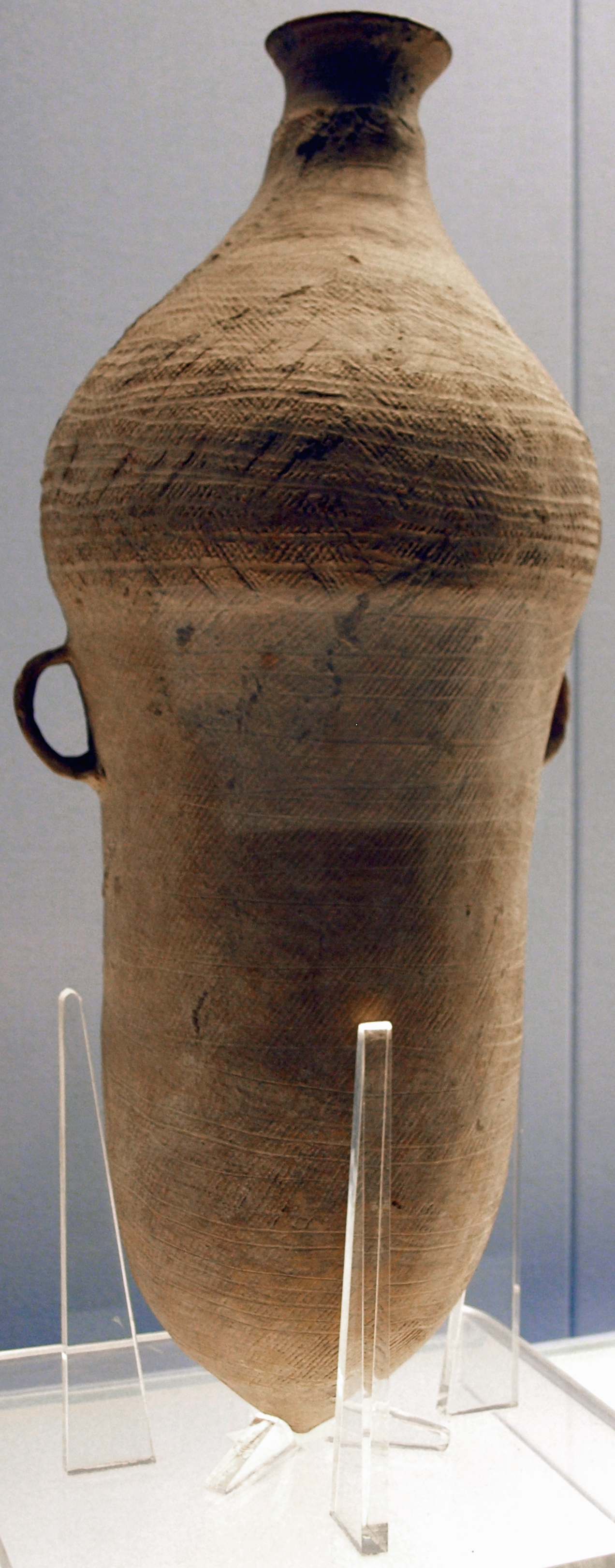
Rotes, spitz zulaufendes Tongefäß der Yangshao-Kultur, ca. 3000–2700 v. Chr.

  - Yangshao-Kultur (5000 bis 2000 v. Chr.), Zentral- und Nordchina
  - Dawenkou-Kultur (4100 bis 2600 v. Chr.), entlang Gelbem Meer
  - Yingpu-Kultur (3500 bis 2000 v. Chr.) in Taiwan
  - Liangzhu-Kultur (3400/3300 bis 2200 v. Chr.) in Südostchina
  - Longshan-Kultur (3200 bis 1850 v. Chr.) am mittleren und unteren Gelben Fluss
  - Karuo-Kultur (3200 bis 2000 v. Chr.) in China und Tibet
  - Shanbei-Kultur (3050 bis 2550 v. Chr.) in Jiangxi
  - Majiayao-Kultur (3000 bis 2000 v. Chr.) am oberen Gelben Fluss
  - Xiaoheyan-Kultur (3000 bis 2000 v. Chr.) in der Inneren Mongolei
  - Tanshishan-Kultur (3000 bis 2000 v. Chr.) in Fujian
  - Shixia-Kultur (2900 bis 2700 v. Chr.) in Guangdong

- Japan:
  - Mittlere Jōmon-Zeit – Jōmon IV (3000 bis 2000 v. Chr.)

- Vietnam:
  - Đa-Bút-Kultur (4000 bis 1700 v. Chr.)
  - Hồng-Bàng-Dynastie (2879 bis 258 v. Chr.)

### Kulturen in Südasien
- Industal:
  - Indus-Kultur: Ravi-Aspekt der Hakra-Phase von Harappa I (3300 bis 2800 v. Chr.)
    - Kalibangan I (3500 bis 2800 v. Chr.)
    - Kot Diji (3400 bis 2650 v. Chr.)

- Belutschistan:
  - Mehrgarh: Periode VI (3000 bis 2700 v. Chr.)
  - Nal-Kultur (3800 bis 2200 v. Chr.)

### Kulturen in Nordasien
- Afanassjewo-Kultur (3500 bis 2500 v. Chr.) in Südsibirien (Altai-Region)
- Glaskowo-Kultur (3200 bis 2400 v. Chr.) in Sibirien, Mongolei und in Südostrussland

### Kulturen in Europa
- Nordeuropa:
  - Bootaxtkultur (4200 bis 2000 v. Chr.) in Skandinavien und Baltikum

- Nordosteuropa:
  - Grübchenkeramische Kultur (4200 bis 2000 v. Chr. – Radiokarbonmethode: 5600 bis 2300 v. Chr.) in Norwegen, Schweden, Baltikum, Russland und Ukraine
  - Rzucewo-Kultur (5300 bis 1750 v. Chr.) im Baltikum und Polen
  - Narva-Kultur (5300 bis 1750 v. Chr.) in Estland, Lettland und Litauen

- Osteuropa:
  - Jamnaja-Kultur (3600 bis 2300 v. Chr.) in Russland und in der Ukraine
  - Kura-Araxes-Kultur (3500/3000 bis 2000/1900 v. Chr.) im Kaukasus
  - Fatjanowo-Kultur (3200 bis 2300 v. Chr. nach Anthony) in Russland[1]

- Südosteuropa:

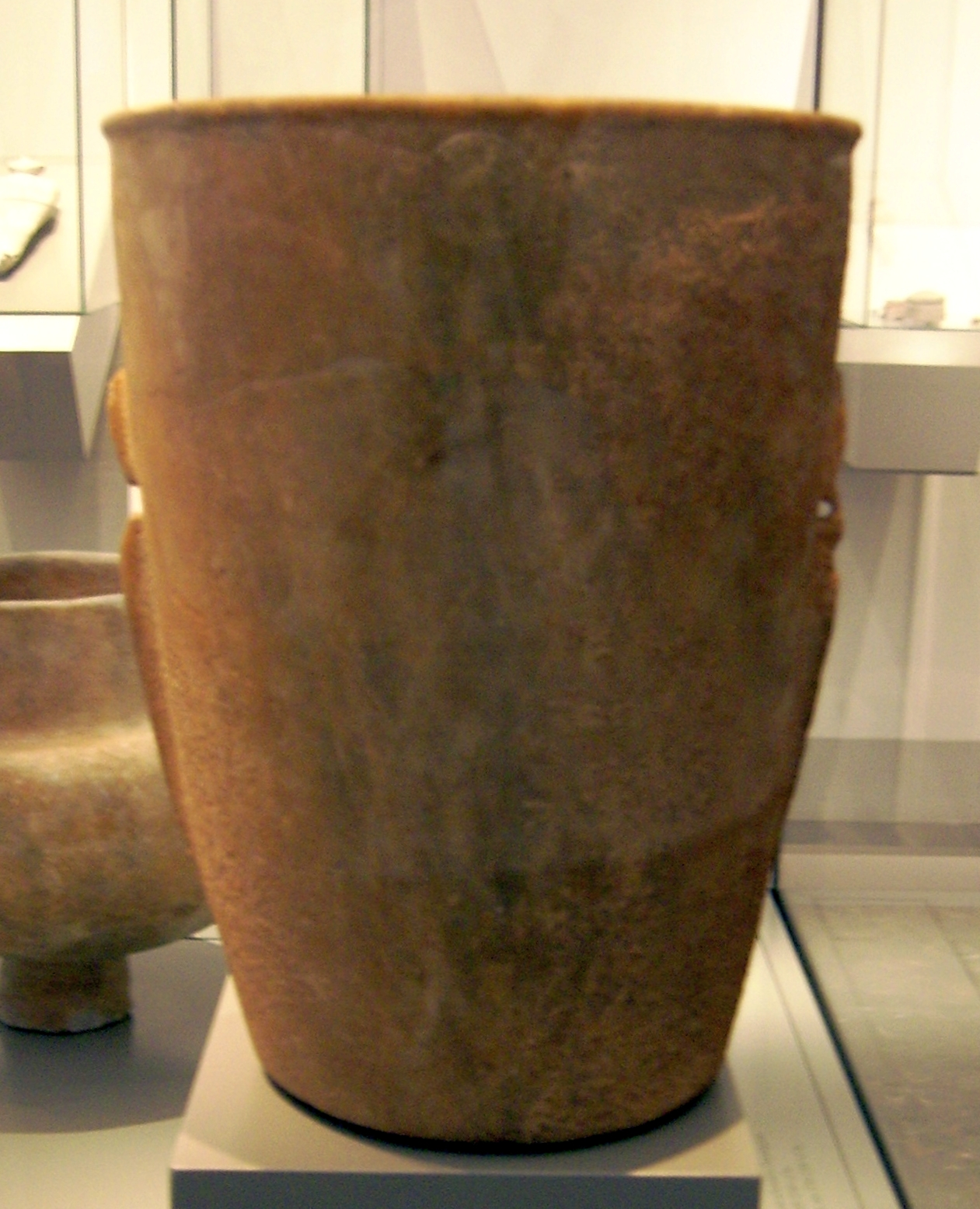
Kykladischer hoher Marmorbecher mit Ösenrippen, ca. 3000–2800 v. Chr.

  - Esero-Kultur (3300 bis 2700/2500 v. Chr.) im östlichen Balkan
  - Griechenland:
    - Griechisches Festland, Frühhelladische Phase FH I (3000 bis 2700 v. Chr.)
    - Kykladenkultur (3200 bis 1100 v. Chr.), Frühkykladische Phase FK I (3000 bis 2700 v. Chr.) mit Grotta-Pelos-Kultur (3000 bis 2650 v. Chr.)

  - Kreta – frühminoische Vorpalastzeit FM I (3000 bis 2700 v. Chr.)

- Mitteleuropa:
  - Am Ende des Jahrhunderts verschwinden die:
    - Die Trichterbecherkultur (nördliches Mitteleuropa) – 4200 bis 2800 v. Chr.
    - Badener Kultur (3500 bis 2800 v. Chr.) in Österreich, Ungarn
    - Wartberg-Kultur in Nordhessen – 3500 bis 2800 v. Chr.
    - Walternienburg-Bernburger Kultur (3200 bis 2800 v. Chr.)
    - Havelländische Kultur (3200 bis 2800 v. Chr.) in Ostdeutschland
    - Horgener Kultur (3500 bis 2800 v. Chr.) in der Schweiz und in Südwestdeutschland

  - Chamer Kultur – Bayern, Tschechien, Österreich – 3500 bis 2700 v. Chr.
  - Remedello-Kultur (3400 bis 2400 v. Chr.) in Norditalien
  - Vlaardingen-Kultur (3350 bis 1950 v. Chr.) in den Niederlanden
  - Gaudo-Kultur (3150 bis 2300 v. Chr.) in Süditalien
  - Kugelamphoren-Kultur (3100 bis 2700 v. Chr.) in Mitteleuropa (bis Ukraine)

- Westeuropa:
  - Kultur der Grooved Ware in Großbritannien und Irland (3400 bis 2000 v. Chr.)
    - Skara Brae auf den Orkney-Inseln (um 3180 v. Chr. bis 2500 v. Chr.)

  - Peterborough Ware (3400 bis 2500 v. Chr.) in Großbritannien
  - Chassey-Lagozza-Cortaillod-Kultur (4600 bis 2400 v. Chr.)
  - Peu-Richard-Kultur (2850 bis 2150 v. Chr.) – Antike Stufe Peu-Richard I – im zentralen Westfrankreich
  - Seine-Oise-Marne-Kultur (3100 bis 2000 v. Chr.) in Nordfrankreich und Belgien
  - Almeríakultur (3250 bis 2550 v. Chr.) – Almeria I – in Südostspanien
  - Megalithkulturen:
    - Frankreich (4700 bis 2000 v. Chr.)
    - Iberische Halbinsel (4000 bis 2000 v. Chr.)
      - Los Millares (3200 bis 1800 v. Chr.)

    - Malta: Tarxien-Phase (3300/3000 bis 2500 v. Chr.) – Tempel von Tarxien, Ħaġar Qim
    - Sardinien: Ozieri-Kultur (gewöhnlich 4300/4000 bis 3200 v. Chr., nach Spätdatierung 3200 bis 2800 v. Chr.)

### Kulturen in Amerika
- Nord- und Zentralamerika:
  - Archaische Periode. Errichtung von Mounds in den östlichen Waldgebieten ab 4000 v. Chr.

- Südamerika:
  - Chinchorro-Kultur (7020 bis 1500 v. Chr.) in Nordchile und Südperu
  - Valdivia-Kultur (3950 bis 1750 v. Chr.) in Ecuador
  - Norte-Chico-Kultur (3500 bis 1800 v. Chr.) in Peru, mit Caral (ab 3000 v. Chr.), Präkeramikum IV – VI
  - San-Agustín-Kultur (3300 v. Chr. bis 1550 n. Chr.) in Kolumbien